# Héliport

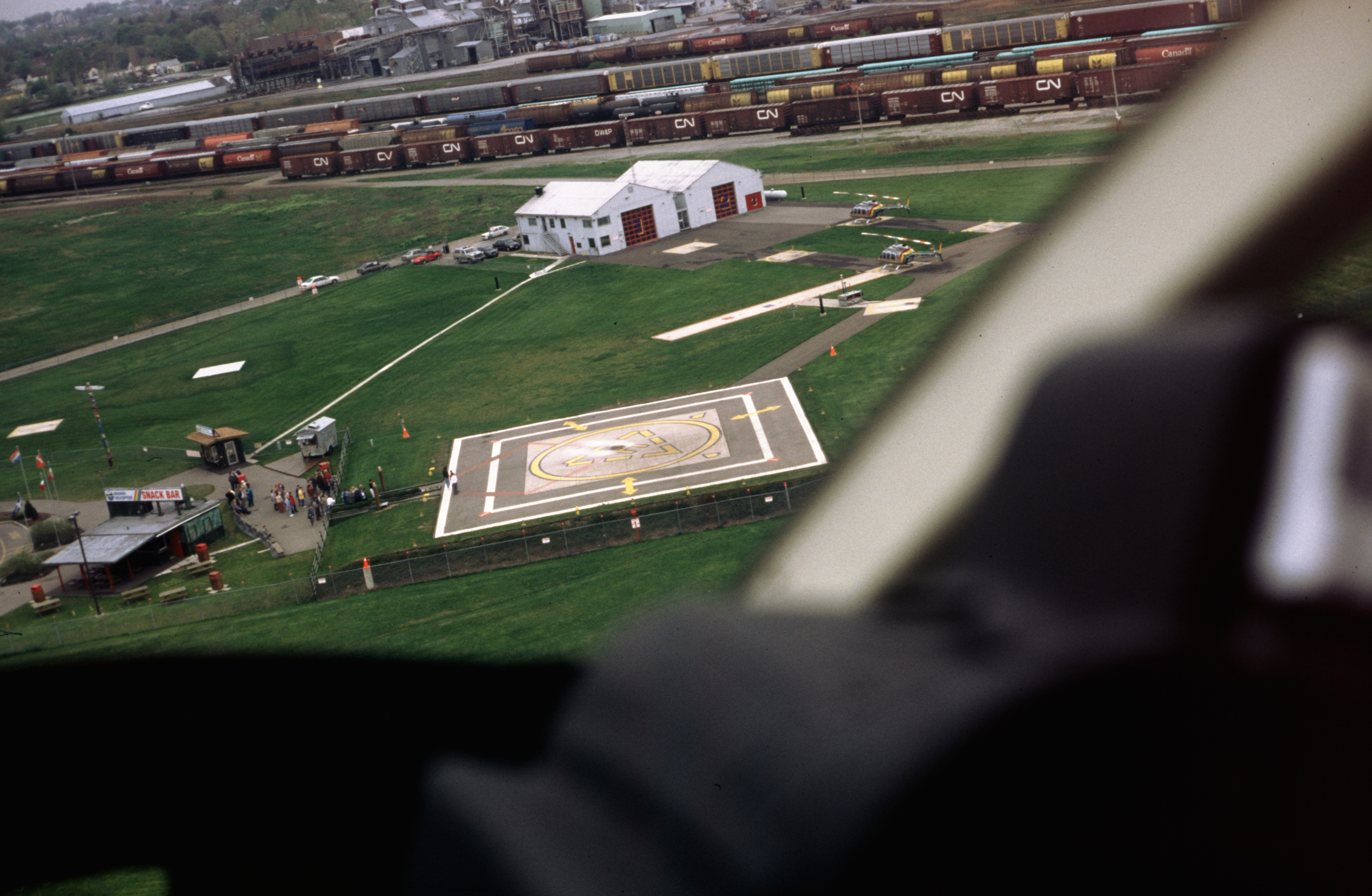
L'héliport de Niagara Falls dans la province canadienne de l'Ontario.

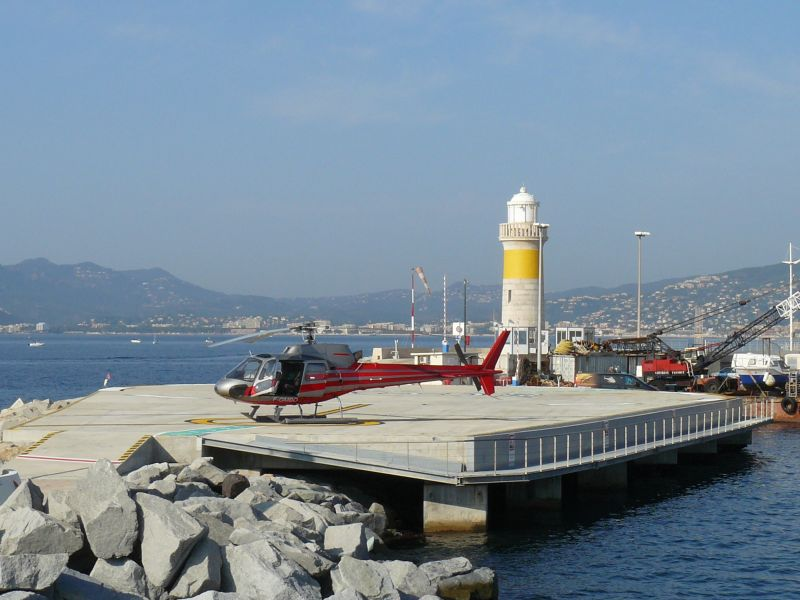
L'héliport de Cannes.

Un héliport ou hélistation,  héligare  ou vertiport, est un type d'aéroport réservé aux hélicoptères ou autres aérogires à décollage vertical comme des drones ou des VTOL. 
C’est une structure sur terre ou sur mer aménagée pour l'accueil de services de transport ou de passager. Elle se distingue d'une simple plateforme d'atterrissage d'hélicoptère comme l'hélisurface au trafic occasionnel ou temporaire. On parle de vertiport dans la perspective de développement de services de taxis volants multirotors, des VTOL ou eVTOL.  
L'hélistation peut fournir des services tels qu'approvisionnement en carburants, éclairage, manche à air, mais ne dispose pas nécessairement de hangars. Les plateformes d'atterrissage sont généralement reconnaissables à la lettre « H » inscrite en leur centre. 

## Dans les villes
New York possède huit héliports, Tokyo cinquante et Sao Paulo plus d’une centaine.
L’héliport de Paris a été créé en 1957. Il est géré par Aéroports de Paris et accueille une base de la sécurité civile et des opérateurs privés. 40% du trafic y sont consacrés au secours aux personnes (transport de sauveteurs, évacuation médicalisée, transfert entre hôpitaux…), 40% à la maintenance des réseaux d’énergie ou de communications, au transport de passagers et les 2% restants à l’imagerie, aux tournages d’émissions ou d’évènements sportifs et aux opérations de levage. 
Dans les villes les plus importantes, les opérations douanières peuvent être réalisées directement dans l'héliport. Généralement, les héliports peuvent être situés bien plus proche des villes que ne le peuvent les aéroports, et même bien souvent au cœur même des villes. Cela donne un avantage certain en temps de transport pour beaucoup de destinations urbaines.

## Sur les navires

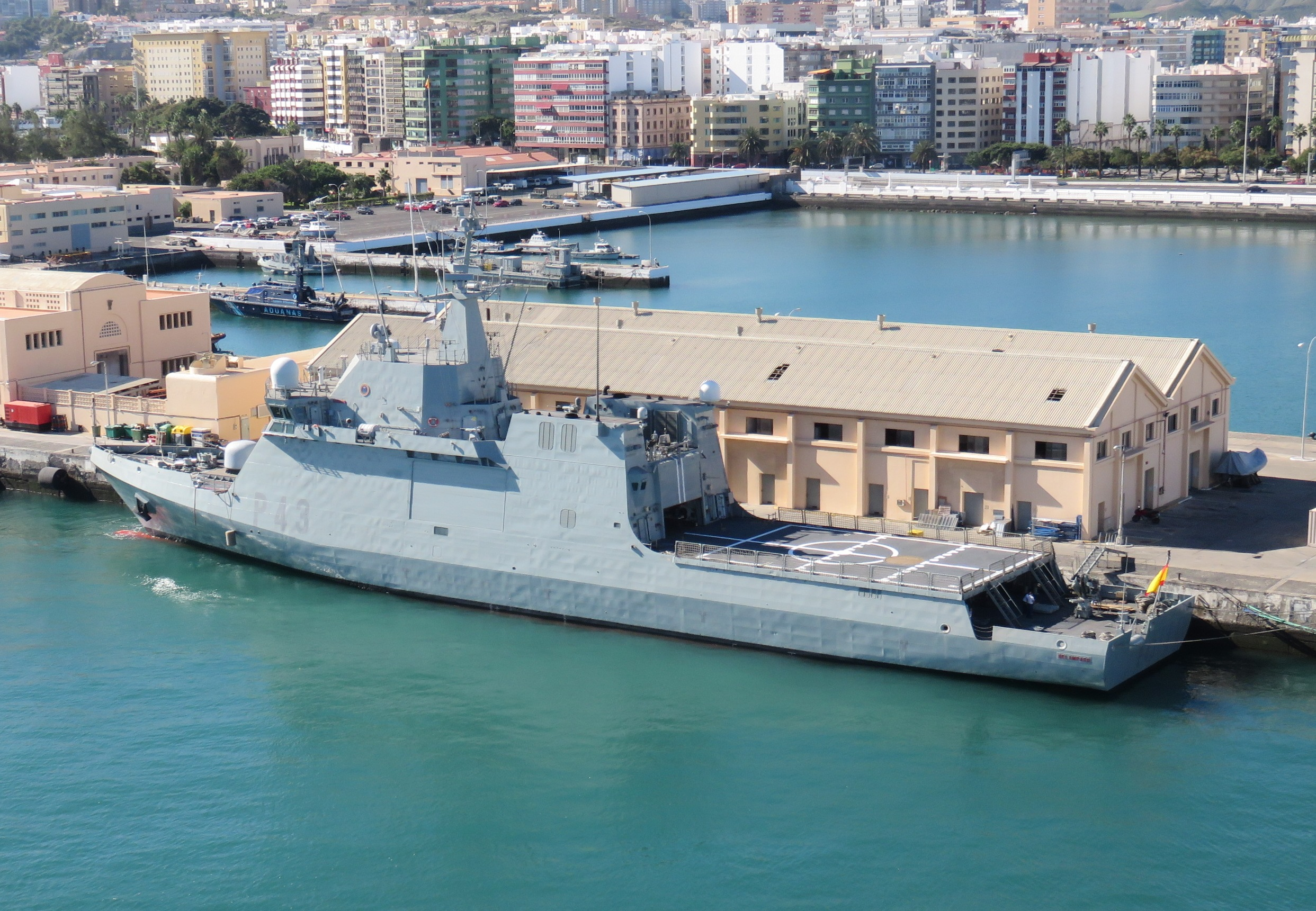
Navire de Classe Meteoro avec hélisurface, héliport (hangar) et capacité de ravitaillement vertical

De nombreux navires de guerres, depuis les années 1960, à partir du patrouilleur hauturier jusqu'au destroyer disposent d'une hélisurface avec ou sans héliport sous forme de hangar à maintenance avec ou sans capacité de ravitaillement vertical. Le porte-hélicoptères, est, lui, un héliport flottant géant.

## Législation en France
En France, tout trafic d'hélicoptère supérieur à 200 mouvements par an nécessite la création d'une hélistation soumise à autorisation préfectorale de mise en service. Elle peut se situer en agglomération et se distingue ainsi de l'hélisurface, une aire d’atterrissage vertical à caractère occasionnel avec une fréquence limitée de mouvements et interdite en agglomération.
On distingue deux sortes d'hélistations : en surface lorsqu'elles sont situées sur le sol ou sur une structure sur l’eau, et en terrasse lorsqu’elle sont situées sur une structure érigée à terre comme le toit d'un bâtiment.
Les hélistations en mer sur navire ou plate-forme nécessitent un agrément technique préalable et sont soumises à autorisation par arrêté du préfet maritime de la région maritime concernée.
Les dispositions du Code de l’aviation civile sur le service de sauvetage et de lutte contre l’incendie des aéronefs ne s’appliquant pas aux aérodromes recevant exclusivement des hélicoptères, des recommandations sur les moyens de sauvetage et de lutte contre l’incendie des hélicoptères ont été émises par la DGAC et la DSAC pour les hélistations.
Un arrêté fixe les dispositions relatives à l'avitaillement en carburant des hélicoptères sur les hélistations.
Le 18 décembre 2024, le Conseil d’Etat annule l'arrêté ministériel de juillet autorisant la création d’un vertiport, une base de décollage et d’atterrissage de taxis volants sur la Seine à Paris.